# Phyllachora abri
Phyllachora abri är en svampart som först beskrevs av Subhedar & V.G. Rao, och fick sitt nu gällande namn av P.F. Cannon 1991. Phyllachora abri ingår i släktet Phyllachora och familjen Phyllachoraceae.   Inga underarter finns listade i Catalogue of Life.